# Marcel Müller
Marcel Müller (* 10. Juli 1988 in Berlin) ist ein deutscher Eishockeyspieler, der seit Januar 2025 erneut bei den Krefeld Pinguinen aus der DEL2 unter Vertrag steht und dort auf der Position des linken Flügelstürmers spielt. Zuvor war Müller, der den Spielertyp des Power Forwards verkörpert, bereits für Krefeld, die Eisbären Berlin, Kölner Haie, Hamburg Freezers und Straubing Tigers in der Deutschen Eishockey Liga (DEL) aktiv, wo er bisher annähernd 650 Spiele absolvierte und mit den Eisbären Berlin im Jahr 2006 die deutsche Meisterschaft gewann.

## Karriere
Marcel Müller begann seine Karriere im Nachwuchsbereich des BSC Preussen. Später wechselte er zu den Jungadlern Mannheim, für die er von 2003 bis 2005 in der Deutschen Nachwuchsliga (DNL) spielte. Zur Saison 2005/06 wechselte der Stürmer zurück in seine Heimatstadt zu den Eisbären Berlin, wo er zwei Jahre lang hauptsächlich in der Deutschen Eishockey Liga (DEL) aktiv war. Im Jahr 2006 gewann der Linksschütze mit den Hauptstädtern die Deutsche Meisterschaft und unterzeichnete schließlich im Sommer 2007 einen Zweijahresvertrag beim Ligakonkurrenten Kölner Haie. Mit den Domstädtern erreichte Müller in der Saison 2007/08 erneut das Playoff-Finale, scheiterte dort aber mit den Haien an seinem Ex-Klub aus Berlin. Auch in der Saison 2009/10 ging er wieder für die Domstädter aufs Eis und war mit 56 Punkten hinter Ivan Čiernik zweitbester Scorer sowie mit 32 Assists bester Torvorbereiter seines Teams.

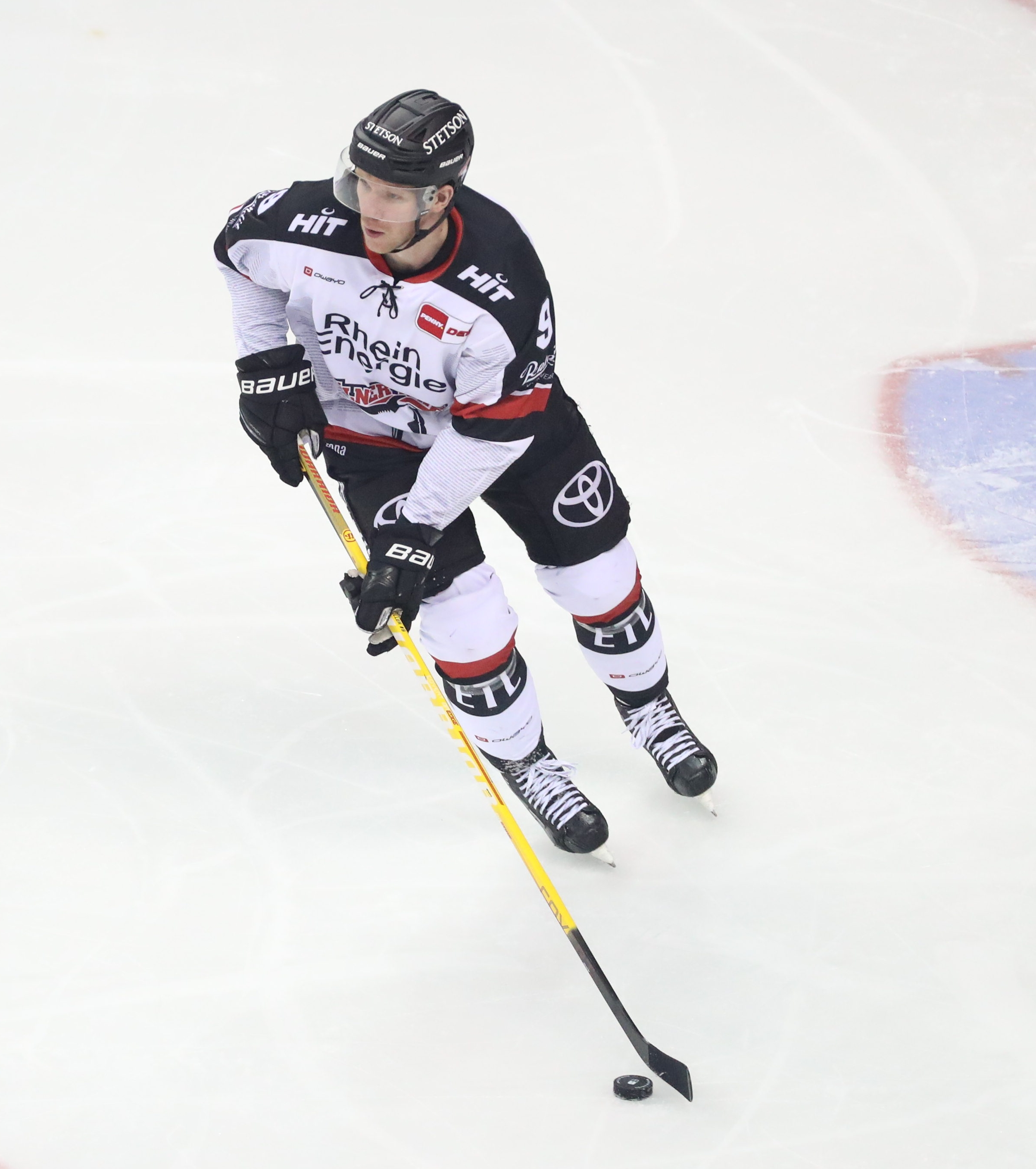
Müller im Trikot der Kölner Haie (2021)

Im Juli 2010 unterzeichnete Müller einen Einstiegsvertrag über zwei Jahre bei den Toronto Maple Leafs aus der National Hockey League (NHL), wo er am 15. Januar 2011 seinen ersten Einsatz in der Partie gegen die Calgary Flames absolvierte. Marcel Müller ist damit der erste gebürtige Berliner, der in der NHL spielte. Den Sommer 2011 verbrachte er bei dem Berliner Inline-Skaterhockeyverein Berlin Buffalos in der 1. Bundesliga der Inline-Skaterhockey Deutschland (ISHD). In der Saison 2011/2012 erreichte er mit den Toronto Marlies, dem Farmteam der Maple Leafs, die Finalserie um den Calder Cup der American Hockey League (AHL), was jedoch verloren ging. Im Juli unterzeichnete er einen Vertrag bei MODO Hockey in der schwedischen Elitserien.
Ab Juni 2013 stand Müller wieder bei den Kölner Haien in der DEL unter Vertrag. Im Oktober 2014 wurde er mit sofortiger Wirkung freigestellt, woraufhin er am 21. November 2014 vom Ligakonkurrenten Krefeld Pinguine vorläufig bis zum Ende der Spielzeit 2014/15 unter Vertrag genommen wurde. Bei den Pinguinen konnte er an den verbleibenden 32 Spieltagen der Saison insgesamt 35 Punkte erzielen und war damit am Saisonende hinter Daniel Pietta zweitbester Scorer und mit 19 Toren sogar bester Torschütze des Teams. Im April 2015 gaben die Hamburg Freezers die Verpflichtung von Müller zur Saison 2015/16 bekannt. Er erhielt einen Vertrag bis zum Ende der Spielzeit 2017/18. Als wichtigster Transfer der Hamburger gehandelt, konnte er die Erwartungen – in einer für die Freezers allgemein enttäuschend verlaufenden Saison 2015/16 – mit acht Saisontoren nicht erfüllen. Nachdem die Eigentümer der Hamburg Freezers im Mai 2016 den Rückzug des Vereins vom Spielbetrieb bekanntgegeben hatten, war damit auch Müllers ursprünglicher Dreijahresvertrag in der Hansestadt vorzeitig beendet. Er kehrte daraufhin zu den Pinguinen nach Krefeld zurück. In der Saison 2016/17 war er mit 37 Punkten hinter Daniel Pietta erneut zweitbester Scorer seines Teams. Das eigentliche Saisonziel verfehlte der Klub mit der verpassten Teilnahme an den Playoff-Spielen.
So unterschrieb er Mitte Februar 2017 einen Vertrag bis zum Saisonende 2016/17 beim Linköping HC aus der Svenska Hockeyligan (SHL). Ab der Saison 2017/18 war Müller wieder in Krefeld aktiv. Obwohl die Saison für die Krefelder keinen erfolgreichen Verlauf verzeichnete, wurde er mit 52 Punkten in der Hauptrunde hinter Keith Aucoin zweitbester Scorer der Liga und mit 24 Toren bester Torschütze seines Vereins. Nachdem die Krefelder rechnerisch nicht mehr die Playoffs erreichen konnten, wurde er für die restlichen Saisonspiele an Leksands IF aus der Allsvenskan, der zweithöchsten schwedischen Spielklasse, ausgeliehen. Dort konnte er sich mit dem Team für die Aufstiegsspiele qualifizieren, wozu er in 15 Partien neun Scorerpunkte beisteuerte. Der Traditionsverein unterlag jedoch im direkten Vergleich dem SHL-Vorletzten Mora IK und verpasste den Aufstieg.
Für die Saison 2018/19 wechselte Marcel Müller wieder zum rheinischen Ligarivalen aus Köln. Doch aufgrund eines Knorpelschadens, den er sich im April 2018 in einem Länderspiel gegen Frankreich zugezogen hatte, konnte er in dieser Saison kein einziges Spiel bestreiten und es drohte sogar das Karriereende, da sich seine Patellasehne entzündet hatte. Erst am 11. Oktober 2019 konnte Müller wieder ein Spiel bestreiten und wurde zum Spieler des Monats im November gewählt. Im Mai 2022 wurde Marcel Müller erneut von den Krefeld Pinguinen, die wenige Wochen zuvor in die DEL2 abgestiegen waren, verpflichtet und erhielt einen Dreijahresvertrag. Die DEL2-Hauptrunde schloss der Stürmer mit 70 Punkten als Topscorer ab. Ebenso war er mit 46 Vorlagen bester Assistgeber. Im Juli 2023 verließ der Stürmer die Pinguine jedoch überraschend, nachdem er eine Vertragsklausel zog, die ihm erlaubte, auf eigenen Wunsch zu einem DEL-Klub zu wechseln. Er schloss sich daher den Straubing Tigers an und war dort bis Ende Januar 2025 über eineinhalb Spielzeiten tätig, ehe ihn die Krefelder für den Ligaendspurt zurückholten.

### International
Im Nachwuchsbereich nahm Müller zunächst mit der deutschen U18-Auswahl an der U18-Weltmeisterschaft 2006 in der Top-Division teil. Im Folgejahr spielte er mit der deutschen U20-Nationalmannschaft ebenfalls bei der Weltmeisterschaft der Top-Division, musste dort aber den Abstieg hinnehmen. So spielte er 2008 in der Division I, wo der sofortige Wiederaufstieg erreicht wurde.
Nachdem er in der Spielzeit 2007/08 erstmals in der A-Nationalmannschaft eingesetzt worden war, wurde Müller im Februar 2010 für die Olympischen Winterspiele im kanadischen Vancouver nominiert und nahm später im Jahr auch an der Weltmeisterschaft im eigenen Land teil. Nachdem er auch bei der Weltmeisterschaft 2011 auf dem Eis stand, spielte er im Februar 2013 bei der Qualifikation für die Olympischen Winterspiele 2014 im russischen Sotschi. Seither kam er zwar immer noch zu Einsätzen in Freundschaftsspielen oder bei den Austragungen des Deutschland Cups in den Jahren 2015 und 2017, wurde aber nicht mehr für Weltmeisterschaften nominiert. Zuvor hatte Müller bereits in den Jahren 2008, 2009 und 2012 am Deutschland Cup teilgenommen.

## Erfolge und Auszeichnungen
| - 2004 DNL-Meister mit den Jungadlern Mannheim - 2005 DNL-Meister mit den Jungadlern Mannheim - 2006 Deutscher Meister mit den Eisbären Berlin | - 2008 Deutscher Vizemeister mit den Kölner Haien - 2014 Deutscher Vizemeister mit den Kölner Haien - 2023 Topscorer der DEL2-Hauptrunde |

### International
- 2008 Aufstieg in die Top-Division bei der U20-Weltmeisterschaft der Division I, Gruppe A

## Karrierestatistik

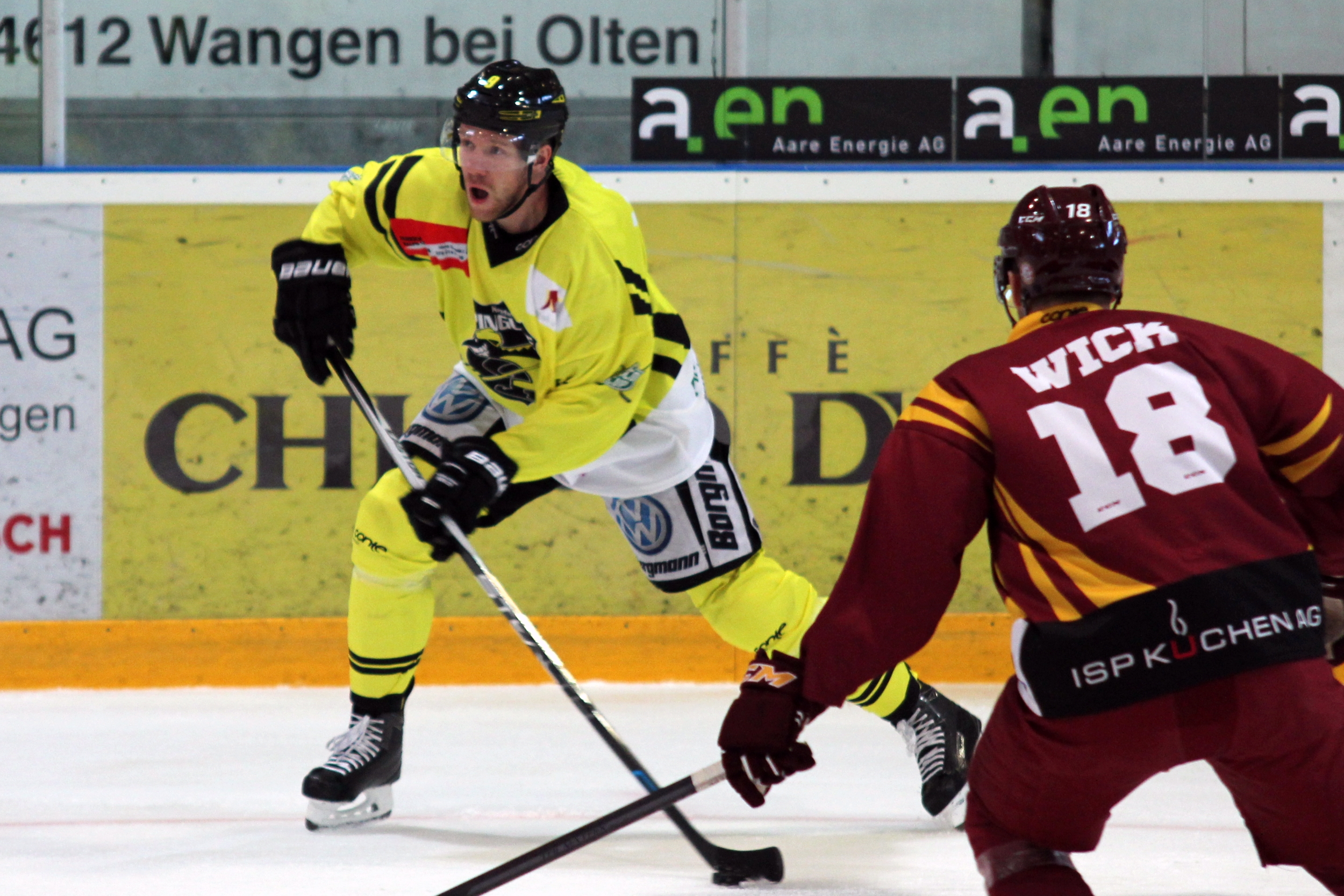
Müller als Spieler der Krefeld Pinguine (2016)

Stand: Ende der Saison 2024/25

### International
Vertrat Deutschland bei:
| - World U-17 Hockey Challenge 2005 - U18-Junioren-Weltmeisterschaft 2006 - U20-Junioren-Weltmeisterschaft 2007 - U20-Junioren-Weltmeisterschaft 2008 der Division I | - Olympischen Winterspielen 2010 - Weltmeisterschaft 2010 - Weltmeisterschaft 2011 - Qualifikationsturnier für die Olympischen Winterspiele 2014 |

(Legende zur Spielerstatistik: Sp oder GP = absolvierte Spiele; T oder G = erzielte Tore; V oder A = erzielte Assists; Pkt oder Pts = erzielte Scorerpunkte; SM oder PIM = erhaltene Strafminuten; +/− = Plus/Minus-Bilanz; PP = erzielte Überzahltore; SH = erzielte Unterzahltore; GW = erzielte Siegtore; 1 Play-downs/Relegation; Kursiv: Statistik nicht vollständig)